# Henry Paget, Hầu tước thứ 1 xứ Anglesey
Henry William Paget, Hầu tước thứ nhất xứ Anglesey KG, GCB, GCH, PC (17 tháng 5 năm 1768 – 29 tháng 4 năm 1854), nhận tước hiệu Lãnh chúa xứ Paget từ năm 1784 đến 1812 và nhận tước phong Bá tước xứ Uxbridge từ năm 1812 đến 1815, là một sĩ quan Quân đội Anh và chính trị gia. Sau khi phục vụ với tư cách là thành viên Quốc hội cho Carnarvon và sau đó là Milborne Port, ông tham gia Chiến dịch Flanders và sau đó chỉ huy kỵ binh cho quân đội của John Moore ở Tây Ban Nha trong Chiến tranh Bán đảo; kỵ binh của ông đã thể hiện ưu thế rõ rệt so với kỵ binh Pháp trong Trận Sahagún và trong Trận Benavente, nơi ông đã đánh bại những kỵ binh tinh nhuệ của Lực lượng Vệ binh Hoàng gia Pháp. Trong Triều đại Một trăm ngày, ông chỉ huy đội kỵ binh hạng nặng tấn công quân của Bá tước d'Erlon trong Trận Waterloo. Vào cuối trận chiến, ông bị mất một phần chân vì đạn đại bác. Trong cuộc sống sau này, ông đã hai lần phục vụ với tư cách là Đại tướng quân khí (Master-General of the Ordnance) và hai lần với tư cách là Lord Lieutenant xứ Ireland.
Năm 1815, sau những chiến tích tại trận Waterloo, Henry Paget được phong Hầu tước xứ Anglesey trong Đẳng cấp quý tộc Vương quốc Liên hiệp Anh. Gia tộc Paget vẫn giữ tước vị này cho đến tận ngày nay và hiện đã là Hầu tước đời thứ 8.

## Nguồn

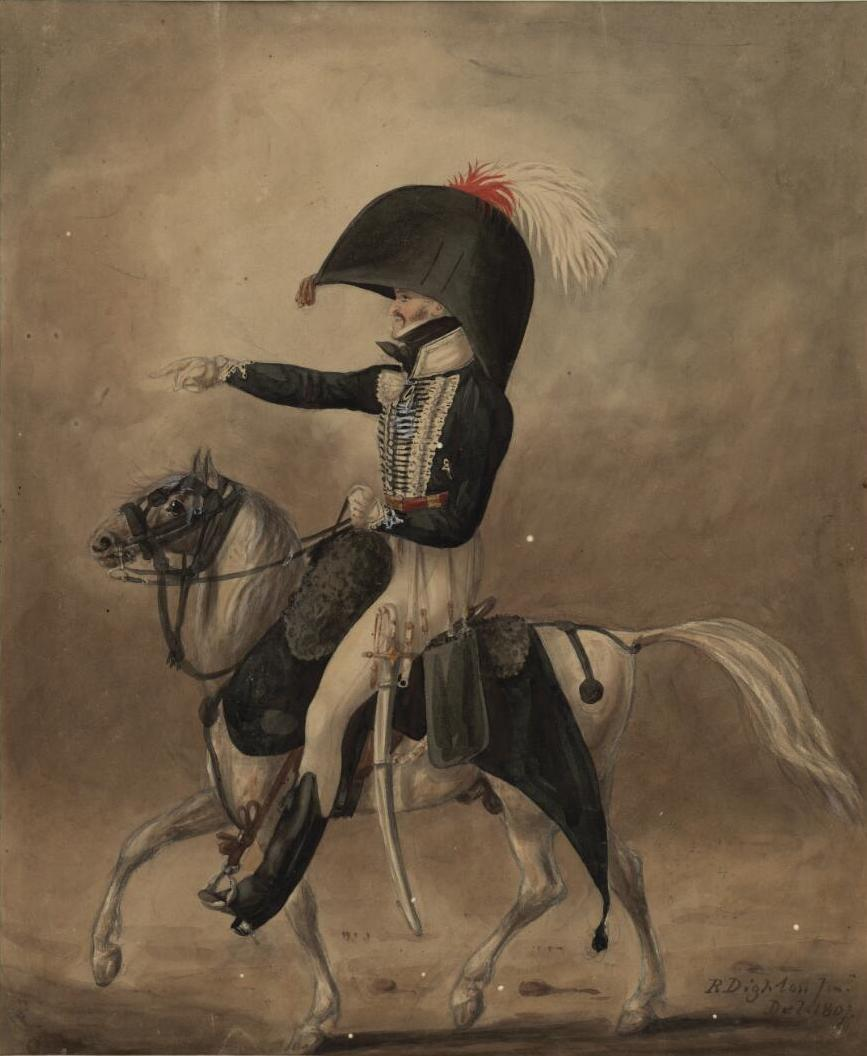
Caricature of Henry William Paget